# Himalaya (nave mercantile)
L'Himalaya è stata una motonave da carico italiana, violatore di blocco durante la seconda guerra mondiale.

## Storia
Costruita tra il luglio 1928 ed il maggio 1929 nello Stabilimento Tecnico Triestino (come costruzione n. 774) per la Società anonima di Navigazione Lloyd Triestino, con sede a Trieste, l'unità era una motonave da carico da 6240 (o 7728) tonnellate di stazza lorda ed 8250 tonnellate di portata lorda, iscritta con matricola 298 al Compartimento marittimo di Trieste. 

LHimalaya ormeggiata in banchina nel 1937.

Nel periodo della cobelligeranza l'Himalaya, proveniente dalle Indie olandesi con un carico che comprendeva pepe, venne fermata ed ispezionata da unità Alleate.
All'entrata dell'Italia nel secondo conflitto mondiale, il 10 giugno 1940, l'Himalaya si trovava a Massaua, nella colonia italiana dell’Eritrea, ed in tale porto rimase inattiva per nove mesi, insieme alle altre numerose navi mercantili bloccate a Massaua dallo scoppio del conflitto.
L'inizio dell'Operazione Compass in Africa settentrionale e la sconfitta delle truppe italiane a Sidi el Barrani, tra il 9 ed il 12 dicembre 1940, segnò definitivamente l'impossibilità per le truppe italiane della Libia di raggiungere l'Africa Orientale Italiana in tempo per spezzarne l'accerchiamento, essendo previsto che le scorte di carburante di tale possedimento si sarebbero esaurite entro il giugno 1941. In previsione della futura ed inevitabile caduta di tale colonia, venne pianificata la partenza dall'Eritrea delle poche navi dotate di autonomia sufficiente ad affrontare lunghe traversate verso l'Estremo Oriente o verso la Francia occupata, e la distruzione di tutte le altre navi per evitarne la cattura. Le unità in grado di affrontare una traversata oceanica violando il blocco nemico furono individuate nelle motonavi mercantili India ed Himalaya, nel piroscafo Piave, nella nave coloniale Eritrea e negli incrociatori ausiliari RAMB I e RAMB II, oltre che nei sommergibili Perla, Guglielmotti, Archimede e Galileo Ferraris: tutte tali unità partirono tra febbraio e marzo 1941, con diverse destinazioni e differenti sorti (i sommergibili raggiunsero Bordeaux in Francia, l'India ed il Piave furono costretti a rinunciare al viaggio ed a rientrare ad Assab, la RAMB I venne affondata in combattimento dall'incrociatore HMNZS Leander mentre la RAMB II e l'Eritrea raggiunsero il Giappone).

Per l'Himalaya era previsto un viaggio diviso in due parti: nella prima la motonave avrebbe raggiunto il neutrale Brasile, mentre nella seconda si sarebbe trasferita nella Francia occupata. Prima della partenza vennero effettuati i necessari preparativi, inclusivi della predisposizione dei mezzi per garantire un celere autoaffondamento e dell'imbarco di scorte adeguate alla lunga traversata, così come della preparazione psicologica e spirituale dell'equipaggio. La sera del 1º marzo 1941 il comandante della motonave, il capitano Costante Sambo, diede, senza preavviso, l'ordine di partenza. Dopo aver lasciato Massaua, l'Himalaya eluse la sorveglianza britannica nello stretto di Bab el-Mandeb ed entrò nell'Oceano Indiano, proseguendo la navigazione tenendosi molto lontana dalle coste dell'Africa. Grazie alle condizioni meteomarine favorevoli, la nave poteva procedere, in direzione sudest, alla massima velocità; il 10 marzo l'unità mutò rotta, virando verso sudovest. Il comandante Sambo studiò una rotta che tenesse la nave lontano dalle rotte principali e dalle zone più frequentate, per evitare d'imbattersi in navi nemiche: l'Himalaya transitò ad est delle Seychelles, del Madagascar e di Mauritius, ed il 21 marzo, giunta al largo dell'estremità meridionale del Sudafrica (mantenendosi a grande distanza da Durban e Città del Capo, basi navali britanniche), doppiò il Capo di Buona Speranza e fece rotta verso nordovest, entrando nell'Oceano Atlantico e dirigendo verso il Brasile. Furono raddoppiate guardie e turni di vedetta, ed il comandante Sambo istituì un premio (cinque cartoni di sigarette) per chi avesse avvistato per primo unità nemiche. Dopo l'ingresso in Atlantico si verificò un singolo avvistamento, di fumo al traverso di dritta (ad ore tre): l'Himalaya accostò prontamente verso sudovest e poco dopo il calare della sera impedì un eventuale incontro. Dopo 32 giorni di navigazione l'Himalaya giunse in vista della costa brasiliana: la motonave avvistò dapprima Cabo Frio, poi il Corcovado, l'isola Zara, la baia di Guanabara ed il Pão do Açucar, per poi ormeggiarsi, all'alba del 3 aprile (o 31 marzo, o 4 aprile), dopo una traversata di 8900 miglia, nella baia di Rio de Janeiro. Dopo l'arrivo delle autorità l'equipaggio venne accolto festosamente dagli emigrati italiani in Brasile, cui seguirono i complimenti via telegramma di Supermarina.

LHimalaya in navigazione in tempo di pace.

Nel frattempo lo Stato Maggiore della Regia Marina aveva proposto ed ottenuto di mettere a punto un piano per far forzare il blocco alleato da parte dei mercantili rifugiati nelle nazioni neutrali più benevole nei confronti dell'Italia (Spagna, Brasile e Giappone) e farli giungere a Bordeaux, base atlantica italiana (Betasom) nella Francia occupata: le navi sarebbero passate sotto il controllo delle forze tedesche, mentre i carichi (ancora a bordo da quando, dopo la dichiarazione di guerra, si erano rifugiate nei porti neutrali) sarebbero stati trasferiti in Italia via terra. Dopo la trasmissione delle istruzioni da seguire per la partenza ed il viaggio, era stata organizzata la partenza dei vari mercantili, iniziando dalla Spagna continentale, dalla quale, tra il febbraio ed il giugno 1941, si trasferirono a Bordeaux i mercantili Clizia, Capo Lena ed Eugenio C.. Era poi stato organizzato il trasferimento delle navi che si trovavano nelle Canarie: tra aprile e giugno si erano trasferiti in Francia i mercantili Capo Alga, Burano, Todaro, Ida ed Atlanta, mentre erano andate perdute le navi cisterna Recco, Sangro e Gianna M. ed il piroscafo Ernani. Toccò quindi alle navi bloccate in Brasile (al largo delle cui coste stazionavano numerose navi da guerra britanniche): tra marzo e luglio partirono le unità Frisco, Franco Martelli, XXIV Maggio, Butterfly, Monbaldo, Stella ed Africana, tutte giunte un Francia ad eccezione della Franco Martelli e dello Stella.

Il 31 luglio 1941 l'Himalaya, camuffata da nave britannica e con un equipaggio di 37 uomini, salpò da Rio de Janeiro, affrontando la traversata dell'Atlantico contemporaneamente all'Africana, salpato da Recife il giorno precedente. Entrambe le navi erano cariche di materiali di interesse bellico: acciaio, gomma, pelli, sego, cuoio, semi di ricino, lardo, zirconio, olio di cotone, olio di mocotò, rutilio, berillio, mica, quarzo, tantalio, ipecacuana, cristalli di rocca, columbite, volframio. Tali materiali (l'Himalaya, in particolare, trasportava 3.146 tonnellate di materie prime: 1000 tonnellate di rame, 1000 di stagno, 220 di cromo, 210 di nichel, 50 di molibdeno e 30 di vanadio, tutti minerali acquistati negli Stati Uniti nell'inverno 1940-1941) erano stati procurati dalle autorità italiane (diplomatici, consoli, addetti navali) in collaborazione con il governo brasiliano (ancora favorevole, all'epoca, all'Asse), e ne era prevista la spartizione, dopo l'arrivo, tra Germania ed Italia. L'Himalaya tenne inizialmente rotta verso sudest per un breve tratto, poi virò verso nordest, e quindi, il 4 agosto, giunta a sudest di Trinidad, fece rotta verso nord. Il 10 agosto, ad est dell'isola di Sao Paulo, la motonave virò verso nordovest, quindi verso nord, giungendo, il 20 agosto, ad ovest delle Azzorre; superato tale arcipelago con rotta nordovest, l'unità virò verso est, dirigendo verso la costa francese, e, giunta nel golfo di Guascogna, puntò verso nord sino all'arrivo a Bordeaux, base atlantica italiana e principale meta dei violatori di blocco. Durante la navigazione si verificarono numerosi avvistamenti, tutti elusi evitando ogni incontro, tranne uno. Nel Golfo di Guascogna, infatti, il 26 agosto, la motonave s'imbatté in un piroscafo battente bandiera britannica e recante il nome di Benavon, che si pose sulla sua scia. L'Himalaya, per non insospettire la nave nemica, dovette mantenere la propria rotta, così come fece il Benavon. Da bordo di entrambe le navi gli equipaggi si tennero reciprocamente sotto sorveglianza, mentre il marconista dell'Himalaya restava in ascolto per sentire eventuali messaggi inviati dalla nave avversaria. Dopo lunghi momenti di tensione, durante i quali si giunse a proporre di speronare la nave sconosciuta, che si pensava restasse in zona in attesa di una nave da guerra britannica, il Benavon accostò per allontanarsi, e lo stesso poté quindi fare, in altra direzione, anche l'Himalaya: le due navi si persero di vista in mezz'ora, ed il 30 agosto la motonave giunse infine nel porto di Bordeaux, sede della base sommergibilistica italiana di Betasom, il cui personale la festeggiò come unico mercantile sopravvissuto tra quelli presenti a Massaua. Il giorno stesso l'Himalaya venne anche visitata dal capitano di vascello Romolo Polacchini, capo di Stato Maggiore di Betasom, che s'informò sul viaggio e, informato dell'episodio del Benavon, mostrò a Sambo tale piroscafo in arrivo a Bordeaux, spiegando che si trattava dell'Africana camuffato (il cui equipaggio aveva a sua volta ritenuto l'Himalaya una nave inglese: il giorno stesso Sambo s'incontrò con il comandante del piroscafo, il capitano Bertolotto). 

LHimalaya dopo l'arrivo a Bordeaux, nel 1941.

Durante la permanenza a Bordeaux, il 7 dicembre 1941, la motonave venne requisita dalla Regia Marina, che, il 1º aprile 1942, la iscrisse nel ruolo del naviglio ausiliario dello Stato. La Regia Marina intendeva infatti farne una nave corsara, sul modello dei commerce raiders tedeschi, ma tale progetto venne infine scartato a causa delle scarse prestazioni dell'Himalaya, giudicata troppo poco veloce (dodici-tredici nodi): il 4 giugno 1942, pertanto, la motonave venne derequisita e radiata dal ruolo del naviglio ausiliario dello Stato.
La nave, tuttavia, venne ritenuta adatta, essendo uno dei mercantili più grandi e moderni, ad essere utilizzata come violatore di blocco per raggiungere l'Estremo Oriente, ove imbarcare materiali bellici di primaria importanza (specie la gomma naturale) non reperibili in Europa, per poi fare ritorno in Francia con tali carichi. Allo scopo, il 7 luglio 1942, era giunto a Bordeaux proveniente da La Spezia un gruppo di tecnici, operai e specialisti della Regia Marina, con l'incarico di armare ed adattare per tale compito, secondo gli ordini dei comandi tedeschi di Bordeaux, l'Himalaya e le altre tre moderne motonavi (Cortellazzo, Pietro Orsolo e Fusijama, quest'ultima gemella dell'Himalaya) scelte per questo ruolo. L'Himalaya venne pertanto sottoposta a lavori di adattamento per nuove missioni come violatore di blocco, imbarcando un cannone da 105 mm antinave e contraereo e quattro mitragliere (due contraeree da 20 mm, di produzione tedesca, e due da 9 mm, di fabbricazione francese). Era inoltre prevista l'installazione di due nebbiogeni. I lavori di adattamento poterono però essere eseguiti in toto, causa la scarsità di tempo e di mezzi, solo sull'Orseolo.
Nel corso del 1943 l'Himalaya, per due volte, lasciò Bordeaux per nuovi tentativi di forzare il blocco, ma, individuata ed attaccata da velivoli inglesi già nel primo tratto della navigazione, dovette sempre rientrare a Bordeaux.
Il 28 marzo 1943, in particolare, la motonave, al comando del capitano Martinoli, lasciò la Gironda diretta in Giappone, con la scorta, nel primo tratto, delle torpediniere tedesche Falke, T 2, T 12, T 18, T 23 (provenienti da Rouen), Kondor, T 5, T 9 e T 19 (provenienti da Brest), oltre all'appoggio a distanza dei cacciatorpediniere Z 23, Z 24, Z 32 e Z 37. Ricognitori britannici, tuttavia, su indicazione di Ultra (il sistema di decrittazione dei messaggi in codice tedeschi), avvistarono l'Himalaya e le unità di scorta, che dovettero invertire la rotta e rientrare a Bordeaux il 30 marzo.
Nella notte tra il 9 ed il 10 aprile 1943 l'Himalaya ripartì da Bordeaux, scortata dalle torpediniere Kondor, T 2, T 5, T 22 e T 23 e cacciatorpediniere Z 23, Z 24 e Z 32, per un nuovo tentativo di forzare il blocco, anch'esso fallito: dietro segnalazione di Ultra, infatti, ricognitori britannici individuarono il convoglio, che fu attaccato da caccia Bristol Bulldog ed aerosiluranti Bristol Beaufort. Il cacciatorpediniere Z 24 fu colpito con 5 morti e 31 feriti, ma l'attacco aereo venne respinto, con l'abbattimento di cinque aerei; l'Himalaya fu costretta a rientrare in porto, evitando la cattura da parte dell'incrociatore posamine HMS Adventure (che intercettò invece il mercantile tedesco Irene, che si dovette autoaffondare).
Il 9 settembre 1943, in seguito all'annuncio dell'armistizio, l'Himalaya venne catturata dalle forze tedesche. Anche dopo la cattura si pensò di utilizzare la motonave come violatore di blocco: il 10 dicembre 1943 la nave ricevette i segnali di riconoscimento per aerei, ed una settimana dopo si rifornì per un nuovo viaggio. La motonave, tuttavia, non lasciò più Bordeaux.
Il 12 agosto 1944 le truppe tedesche in ritirata affondarono l'Himalaya nell'estuario della Gironda, in modo da bloccarne l'accesso. Il relitto della motonave, recuperato dai francesi nel dopoguerra, venne avviato alla demolizione. Secondo altre fonti, invece, il relitto non sarebbe mai stato recuperato e giacerebbe su un fondale di soli otto metri, in posizione 44°57'02" N e 00°32'52" O (punto geodetico WGS84).